# فأر أباز صيني
الفأر الأباز الصيني (الاسم العلمي: Eozapus setchuanus)، نوع أحادي الطراز من جنس Eozapus وفصيلة اليربوعيات وفُصيلة الفأريات الأبازة. إنه متوطن في الصين حيث موطنها الطبيعي هو الغابات المعتدلة والسهول والمروج في المناطق الجبلية.